# Suillia flavifrons
Suillia flavifrons – gatunek muchówki z rodziny błotniszkowatych.
Gatunek ten opisany został w 1838 roku przez Johana Wilhelma Zetterstedta jako Helomyza flavifrons.
Muchówka o ciele długości od 4,5 do 5 mm. Czułki jej mają prawie nagą aristę o długości włosków mniejszej niż szerokość jej nabrzmiałej nasady. Tułów jej cechują: brak szczecinek barkowych, nagie pteropleury i mezopleury, obecność włosków zatarczkowych oraz cienko owłosiona dolna część tarczki i szeroki, łysy pas na jej dysku. Skrzydła odznaczają się przyciemnionymi żyłkami poprzecznymi oraz wierzchołkami żyłek podłużnych.
Owad znany z Wielkiej Brytanii, Niemiec, Szwajcarii, Austrii, Włoch, Norwegii, Szwecji, Finlandii, Łotwy, Litwy, Polski, Czech, Słowacji, Rumunii i Rosji. Na wschód sięga przez Kaukaz po Mongolię.